# Jacques Santer
Jacques Santer, luksemburški in evropski politik, * 18. maj 1937, Wasserbillig, Luksemburg.
Bil je minister za finance v Luksemburgu od leta 1979 do 1989 in 22. predsednik Vlade Luksemburga v obdobju 1984-1995 kot predstavnik takrat dolgotrajne obdobja Krščanske socialne ljudske. Kot predsednik vlade je tudi vodil pogajanja o Enotnem evropskem aktu, ki učinkovito razveljavil 20letni luksemburški kompromis. Predsedoval je Evropski komisiji od leta 1995 do 1999.

## Kariera
Diplomiral je leta 1959 v pariškem Inštitutu za politične študije in je prejel doktorat iz pravnih znanosti leta 1961. Od leta 1972 do 1974 je bil mlajši minister v vladi. Od 1979 do 1984 je bil minister pristojen za finance, delo in socialno varnost.
Po splošnih volitvah leta 1984 se je Pierre Werner upokojil kot predsednik vlade in umaknil iz političnega življenja. Santer je postal novi predsednik vlade. 10. novembra 1990 se je pojavil članek v časopisu vum Lëtzebuerger Vollek, ki zatrjuje obstoj prikrite organizirane vojske, ki je delovala v okviru NATA. Parlamentarna preiskava je pokazala, da je v resnici obstajala prikrito organizirana vojska v Luksemburgu, Santer pa je postal politično odgovoren za njeno razpustitev. Organizacija je nastala leta 1959 in je bila povezana z Natom ter nacionalno obveščevalno službo. Afera je bila razširjena tudi na druge države, kot so bile Italija, Portugalska, Grčija, Nemčija, Turčija, Norveška, Švedska, Belgija, Avstrija. 14. oktobra 1990 so bile preostale članice organizacije obveščene o ukinitvi in zahtevi, da se vrnejo svoje radijske komunikacijske naprave.

### Predsedstvo Evropske Komisije
Santer je postal deveti predsednik Evropske komisije leta 1995 kot kompromisna izbira med Združenim kraljestvom in Francosko-nemškim zavezništvom, saj je francosko-nemški kandidat Jean-Luc Dehaene dobil veto s strani britanskega premiera Johna Majorja. Santerjev izbor pa je bil stežka ratificiran v Evropskem parlamentu.
Obtožbe o korupciji v zvezi s posameznimi komisarji po zapletih pri proračunu leta 1996 so vodile k preiskavi administrativnih napak (nesposobnosti in nepravilnosti) s strani neodvisne skupine strokovnjakov. Kljub razbremenitvi večine komisarjev je poročilo tudi vsebovalo izjavo, da med preiskavo ni bilo mogoče najti niti ene osebe, ki bi kazala vsaj najmanjši občutek za odgovornost. Komisija je doživela poročilo kot velik udarec in v celoti odstopila 15. marca 1999, prav na dan objave poročila skupine strokovnjakov.

### Kasnejša kariera
Od leta 1999 do leta 2004 je bil Santer član Evropskega parlamenta. Zagovarja evropski federalizem. Sedi v odboru skupine RTL.
V maju 2013 je Santer postal častni član Skupine malih in srednjih podjetnikov v Evropi (SME Europe), uradni pro-poslovni organizaciji Evropske ljudske stranke.